# Tao Yuanming

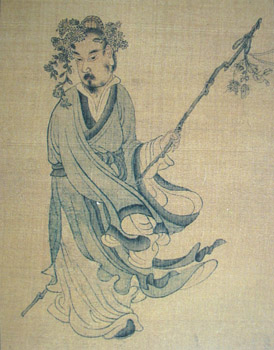
Tao Yuanming

Tao Yuanming (Chinees: 陶淵明 / 陶渊明, Hanyu pinyin Táo Yuānmíng) of Tao Qian (Chinees: 陶潛 / 陶潜, Táo Qián) (365, volgens andere bronnen 372 - 427), ook als "Meester van de Vijf Wilgen" (Chinees: 五柳先生, Wǔ liǔ xiānsheng) bekend, was een beroemde Chinese dichter. Hij leefde tijdens de oostelijke Jin-dynastie.

## Leven
In 365 werd Tao Yuanming als zoon van een verarmde officiersfamilie geboren. Over zijn jeugd is weinig bekend; in 393 nam hij een ondergeschikte post in het districtsbestuur van Pengze in. Wegens de arrogantie van enige boven hem geplaatste aristocraten, trok hij zich al twee jaren later, rond zijn dertigste, op zijn land terug, om daar landbouw te bedrijven.  
In 399 trad hij in dienst van provinciegouverneur Huan Xuan, die zich vooral door zijn harde optreden tijdens de onderdrukking van boerenopstanden onderscheidde. Niet in de laatste plaats daarom liep Tao over naar zijn succesvolle tegenstander Liu Xun. Nadat hij een tijd voor Liu gewerkt had, trok Tao zich uiteindelijk in 405 opnieuw op zijn landgoed terug, uit ergernis over valsheid en corruptie. Ditmaal voorgoed. Daar omgaf hij zich met gekozen vrienden, waaronder ook boeddhisten en taoïsten, en wijdde zich geheel aan de literatuur.
Een opvallende eigenschap van Tao Yuanming, zoals bij meer bekende Chinese dichters, was dat hij graag alcoholische dranken tot zich nam. Dit bracht hem er ook toe, tijdens een korte periode bevoegd, de gemeenteakker volledig met rijst bestemd voor rijstwijn te beplanten; en pas toen zijn vrouw hem daartoe bewoog ook een zesde deel voor eetbare rijst te bestemmen. Ironisch was het dat zijn overgrootvader Tao Kan, een hoge keizerlijke generaal van de oostelijke Jin-dynastie, juist door compromisloze strijd tegen alcoholgenot bij zijn manschappen naam had gemaakt.   

## Werk
Tao Yuanming heeft een vergelijkingswijs klein oeuvre van slechts zo'n honderd gedichten nagelaten, met daarnaast enige biografieën en offerredes. Centraal thema is daarbij de terugtrekking uit de wereld. In het bijzonder zijn terugkeer op zijn landgoed heeft hij vaak in gedichten gebruikt: "De zwervende vogel verlangt naar het bos", "de vis in de vijver vergeet zijn meer niet", staan beide in "Terug naar het landleven" (Guīyuántiánjū, 歸園田居 / 归园田居). Beroemd geworden is ook de scene in het "Gedicht van de Thuiskomst" (Guīqùláicí, 歸去來辭 / 归去来辞), waar de kinderen van de dichter hun vader aan het oostelijke hek van zijn landgoed ontvangen en deze daar een chrysant plukt, in China het symbool voor voorname teruggetrokkenheid. Vaak werd dat later door kunst en literatuur getoond. 
Een van Tao's beroemdste werken is de oorspronkelijk als voorwoord van een gedichtenbundel bedoelde "Beschrijving van een Perzikbloesembron" (Táohuāyuán jì, 桃花源記 / 桃花源记): Een visser roeit een rivier op en komt in bloeiend perzikbos, dat zich aan de oevers uitstrekt. De visser volgt de waterloop en vindt een heuvel met daarin een bron. De visser verlaat zijn boot en gaat door de opening naar binnen. Hij komt zo op een vruchtbaar land, waar vrolijke, hulpvaardige mensen hem met open armen ontvangen en gastvrij van eten en drinken voorzien. Al in de verschrikkelijke tijden van het Huis Qin hadden hun voorouders zich hier teruggetrokken. Sindsdien leefden ze hier, weliswaar afgescheiden van hun vroegere wereld, maar in geluk en vrede. Ze vroegen de visser na zijn terugkeer niemand van hun bestaan te vertellen. Hij verraad echter bij terugkeer het geheim. Maar de soldaten van de gouverneur noch de edelman Liu Ziji kunnen de toegang tot het paradijselijke landschap terug vinden.
Tao Yuanming wordt ook onthouden door zijn twintig delen tellende Gedichtencyclus "Twintig gedichten bij het drinken van wijn" (Yīnjiǔ, 飲酒 / 饮酒), waarbij het om dronkenheid en nuchterheid, maar ook om roem en terugtrekking gaat. 

## Waardering
Tao Yuanmings poëzie kan begrepen worden als het protest van een mens, die de wereld goed gezind is, maar merkt dat alleen terugtrekking eruit voor hem overblijft. Zijn gedichten zijn van een eenvoudige stijl, zonder haperingen en in hen laat hij het type van de van de wereld niet begrepen eenzame zien. 
Zijn tijdgenoten hadden geen grote waardering voor hem. In Zhong Hongs literatuurgeschiedenis Shipin wordt hij uitdrukkelijk als "tweede klasse" neergezet. Driehonderd jaar later echter prees de beroemde Tang-dichter Li Bai hem als onvergelijkelijk en onbereikbaar. De belangrijke Song-dichter Su Dongpo vereerde hem zozeer dat hij zich als Tao Yuanming's reïnkarnatie beschouwde. Voor zijn gedichten wordt Tao nog vandaag in China hoog aangeslagen. Communisten stelden zijn anti-feodale houding op prijs. Tao Yuanming is afgebeeld in de Wu Shuang Pu geschreven door Jin Guliang.

## Gedicht[2]
Uit: Twintig Gedichten bij het Drinken van Wijn
Gedicht VII
De herfstchrysanten hebben schone kleuren

Door dauw bevochtigd - zo pluk ik de bloemen.

En drijvend op wat zorgen doet vergeten 

Vergroten ze gevoelens van onthechting.

   Al drink ik uit één beker ook alleen,

Toch vult de kruik vanzelf de lege kom.

De zon gaat onder, alles komt tot rust,

Maar vogels vliegen naar hun bos en roepen.

   Ontspannen zit ik voor het oostervenster -

Voorlopig mocht ik deze dag weer leven. 
Tao Yuanming  (vertaling W.L. Idema)